# Dear Love: A Beautiful Discord
Dear Love: A Beautiful Discord é o álbum de estréia da banda americana de metalcore, The Devils Wears Prada, lançado em 22 de agosto de 2006, através Rise Records. 
Ele inclui versões regravadas de todas as faixas de sua demo, Patterns of a Horizon, e duas faixas originais, "Texas is South" e "Dogs Can Grow Beards All Over". A faixa de encerramento, "Salvation", caracteriza os vocais de Cole Wallace da banda Gwen Stacy. A faixa "Dogs Can Grow Beards All Over" está disponível para download através da rede de Rock Band.

## Recepção
| Críticas profissionais                                                      | Críticas profissionais |
| Avaliações da crítica                                                       | Avaliações da crítica  |
| Fonte                                                                       | Avaliação              |
| --------------------------------------------------------------------------- | ---------------------- |
| allmusic                                                                    | [ 1 ]                  |
| AbsolutePunk                                                                | (90%)                  |
| Jesus Freak Hideout                                                         | [ 3 ]                  |
| Esta tabela precisa de ser acompanhada por texto em prosa. Consulte o guia. |                        |

## Faixas
1. "The Ascent" - 1:10
2. "Gauntlet of Solitude" - 2:42
3. "Dogs Can Grow Beards All Over" - 3:29
4. "And the Sentence Trails Off..." - 4:13
5. "Rosemary Had an Accident" - 5:10
6. "Redemption" - 0:52
7. "Swords, Dragons & Diet Coke" - 4:06
8. "Who Speaks Spanish, Colon Quesadilla" - 3:58
9. "Texas Is South" - 6:08
10. "Modeify the Pronunciation" -	4:35
11. "Salvation" (com Cole Wallace de Gwen Stacy) - 3:36